# Zugló
Zugló – dzielnica Budapesztu położona po stronie peszteńskiej. W podziale administracyjnym miasta jest oznaczona rzymskim numerem XIV. Jest to trzeci co do wielkości obwód administracyjny Budapesztu. Zajmuje on obszar 18,13 km². W 2015 roku liczył 124 956 mieszkańców. Dzielnica jest położona blisko centrum miasta. Znajdują się w niej budynki użyteczności publicznej, które służą do uprawiania kultury narodowej i sportu. Ze względu na dużo zieleni dzielnica nazywana jest zielonymi płucami Pesztu. Ważne obiekty dzielnicy to: Plac Bohaterów (Hősök tere), arena sportowo-koncertowa Papp László Budapest Sportaréna i Széchenyi Fürdő.
Swoją siedzibę ma tam klub sportowy Budapesti Vasutas SC.
Burmistrzem dzielnicy wybrany został w 2014 roku Gergely Karácsony.

## Położenie
Zugló stanowi obwodowe centrum Pesztu od strony wschodniej. Północno-południowy i wschodni Peszt (w kierunku zachodnim od centrum miasta) są połączone wraz z peryferyjnymi dzielnicami miasta.
Na północy Zugló graniczy z Újpestem, w kierunku północno-zachodnim z dzielnicą Újlipótváros-Angyalföld, w kierunku północno-wschodnim z XV dzielnicą, w kierunku wschodnim z XVI dzielnicą, w kierunku południowo-wschodnim z Kőbánya, na południu z Józsefváros i w kierunku południowo-zachodnim z Terézváros i Erzsébetváros.

## Miasta partnerskie
- Alsórákos, Rumunia[4]
- Csíkcsicsó, Rumunia[5]
- Racibórz, Polska[6][7]
- Steglitz-Zehlendorf, Niemcy[8]
- Wielkie Tyrnowo, Bułgaria[9]
- Czołponata, Kirgistan[10]